# LGBT en Autriche

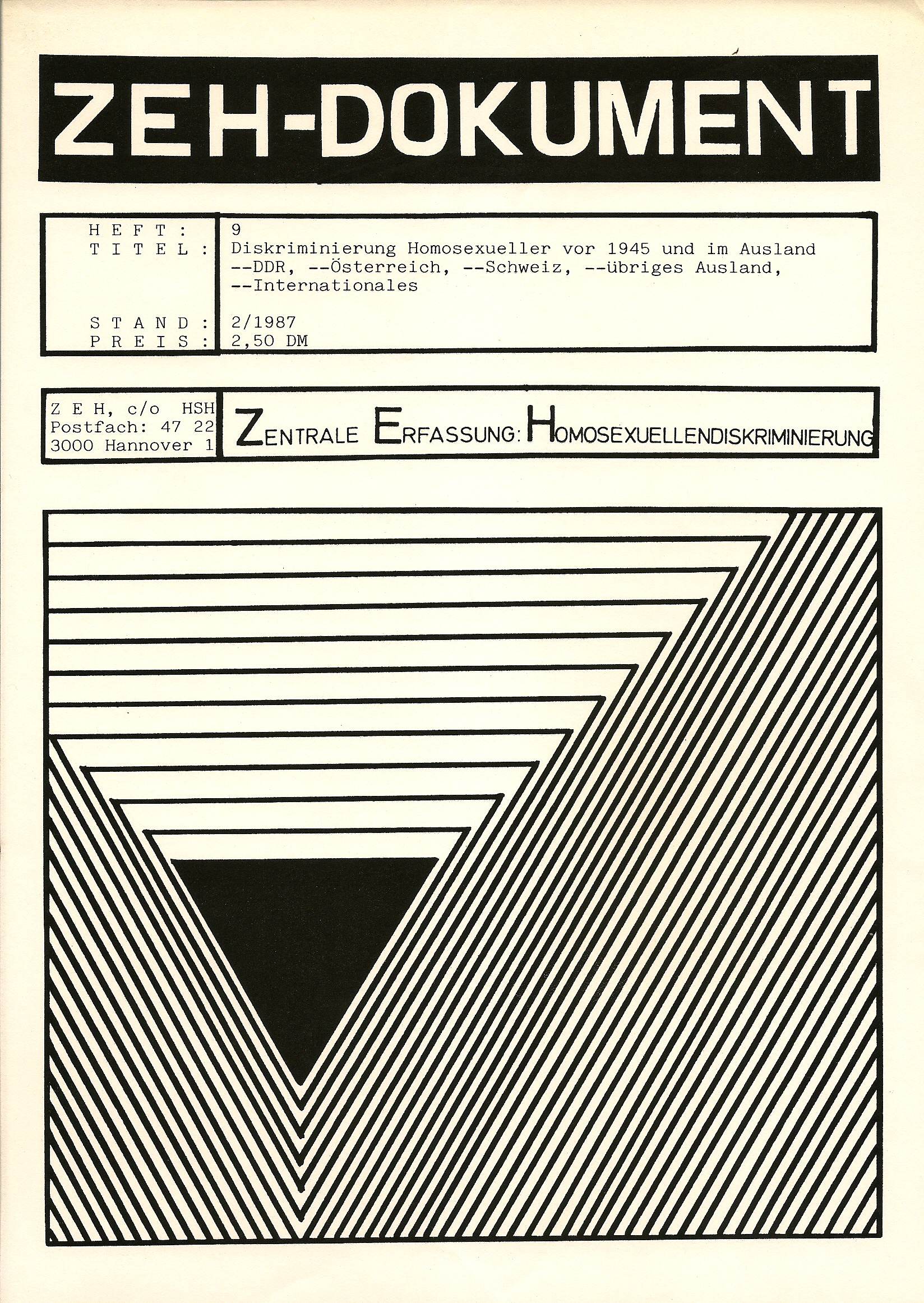
Document de 1987 du Zentrale Erfassung Homosexuellendiskriminierung présentant les discrimination subies par les personnes LGBT autrichiennes avant 1945.

Cet article traite de l'histoire, des droits et de la condition des personnes LGBT en Autriche. L'homosexualité a longtemps fait l'objet d'une législation discriminatoire et de persécutions, en particulier à l'époque du national-socialisme. Aujourd'hui, il n'y a plus de lois punissant les rapports homosexuels. Le partenariat civil entre partenaires de même sexe est autorisé en 2009 et le mariage homosexuel est légalisé le 1er janvier 2019. Depuis 2018, les passeports et actes d'état civil proposent 3 options pour indiquer le genre : H/M/X.

## Histoire

### 1852-1938
La criminalisation des comportements homosexuels en Autriche, qu'ils soient masculins comme féminins, date du code criminel de 1852. En 1887, la Cour suprême confirme que cette loi s'applique aux femmes, et fait remonter la loi de 1852 au code pénal de Charles Quint de 1532. La formulation, qui interdit la « fornication entre personnes de même sexe », est différemment interprétée : elle se borne d'abord à condamner les actes sexuels proches du coït hétérosexuel, puis, à partir de 1900, la Cour suprême étend cette définition aux actes qui éveillent la pulsion sexuelle et concrètement à la masturbation mutuelle.
Cette répression empêche l'émergence d'une sous-culture homosexuelle, telle qu'on peut la voir à Berlin à la même époque.

### 1938-1945
Avec l'annexion de l'Autriche par l'Allemagne nazie, la persécution envers les hommes homosexuels s'intensifie, avec un but avoué d'aboutir à leur élimination. En 1940, l'interprétation de ce qui constitue une fornication est encore étendue, se calquant sur le droit allemand, aboutissant à une condamnation systématique des homosexuels et lesbiennes dans les cours de justice. Entre 50 000 et 100 000 hommes sont placés en camps de concentration en tant qu'homosexuels, et la moitié en meurent. Si le régime nazi en lui-même ne crée pas une poursuite systématique des lesbiennes, celle-ci était déjà effective avant l'annexion et s'intensifie pendant celle-ci,.

### Depuis 1945
L'homosexualité entre adultes est légalisée en 1971.
À partir de 1982, l'association Rosa Lila Villa travaille sur les droits LGBT en Autriche et fait de la prévention contre le sida.
En 2002, la Cour constitutionnelle abaisse l'âge du consentement pour les personnes homosexuelles masculines de 18 à 14 ans. Cette décision met ainsi l'Autriche en conformité avec la Convention européenne des droits de l'homme. En 1999 avait en effet commencé une procédure, aboutissant en 2003 à ce que la Cour européenne des droits de l'homme déclare que l'article 209 du code pénal autrichien était en infraction à l'article 14 de la Convention européenne des droits de l'homme car il n'autorisait pas les relations homosexuelles pour les jeunes gens de 14 à 18 ans, alors que les jeunes femmes de la même tranche d'âge n'étaient pas soumises à cette limitation.
Depuis 2004, la discrimination sur base de l'orientation sexuelle est interdite par la loi, en application de la directive européenne 2000/78/CE du 27 novembre 2000 portant création d'un cadre général en faveur de l'égalité de traitement en matière d'emploi et de travail,.
En juin 2018, à la suite d'une plainte de l'activiste Alex Jürgen, la Cour constitutionnelle autrichienne accorde l'introduction d'une troisième option pour indiquer le genre sur les actes de naissances et passeports pour les personnes non binaires ou intersexuées.
En juin 2021, la Commission pour l'égalité de traitement du Parlement autrichien adopte, à l'unanimité, une résolution sur la protection des enfants intersexes contre les traitements non consensuels et médicalement inutiles.